# Liste der Straßen und Plätze in Hamburg-Othmarschen

Lage von Othmarschen in Hamburg und im Bezirk Altona (hellrot)

Die Liste der Straßen und Plätze in Hamburg-Othmarschen ist eine Übersicht der im Hamburger Stadtteil Othmarschen vorhandenen Straßen und Plätze. Sie ist Teil der Liste der Verkehrsflächen in Hamburg.

## Überblick
In Othmarschen (Ortsteilnummer 219) leben 16662 Einwohner (Stand: 31. Dezember 2023) auf 6,0 km². Othmarschen liegt in den Postleitzahlenbereichen 22605 und 22763.
In Othmarschen gibt es 100 benannte Verkehrsflächen, darunter einen Platz. 

## Übersicht der Straßen
Die nachfolgende Tabelle gibt eine Übersicht über alle benannten Verkehrsflächen – Straßen, Plätze und Brücken – im Stadtteil sowie einige dazugehörige Informationen. Im Einzelnen sind dies:
- Name/Lage: aktuelle Bezeichnung der Straße, des Platzes oder der Brücke. Über den Link (Lage) kann die Straße, der Platz oder die Brücke auf verschiedenen Kartendiensten angezeigt werden. Die Geoposition gibt dabei ungefähr die Mitte an. Bei längeren Straßen, die durch zwei oder mehr Stadtteile führen, kann es daher sein, dass die Koordinate in einem anderen Stadtteil liegt.
- Straßenschlüssel: amtlicher Straßenschlüssel, bestehend aus einem Buchstaben (Anfangsbuchstabe der Straße, des Platzes oder der Brücke) und einer dreistelligen Nummer.
- Länge/Maße in Metern:
Hinweis: Die in der Übersicht enthaltenen Längenangaben sind nach mathematischen Regeln auf- oder abgerundete Übersichtswerte, die im Digitalen Atlas Nord[1] mit dem dortigen Maßstab ermittelt wurden. Sie dienen eher Vergleichszwecken und werden, sofern amtliche Werte bekannt sind, ausgetauscht und gesondert gekennzeichnet.
Bei Plätzen sind die Maße in der Form a × b bei rechteckigen Anlagen oder a × b × c bei dreiecksförmigen Anlagen mit a als längster Kante dargestellt.
Der Zusatz (im Stadtteil) gibt an, wie lang die Straße innerhalb des Stadtteils ist, sofern sie durch mehrere Stadtteile verläuft.
- Namensherkunft: Ursprung oder Bezug des Namens.
- Datum der Benennung: Jahr der offiziellen Benennung oder der Ersterwähnung eines Namens, bei Unsicherheiten auch die Angabe eines Zeitraums.
- Anmerkungen: Weitere Informationen bezüglich anliegender Institutionen, der Geschichte der Straße, historischer Bezeichnungen, Baudenkmale usw.
- Bild: Foto der Straße oder eines anliegenden Objektes.

| Name/Lage                      | Straßen- schlüssel | Länge/Maße (in Metern) | Namensherkunft | Datum der Benennung | Anmerkungen | Bild                          |
| ------------------------------ | ------------------ | ---------------------- | --- | ------------------- | --- | ----------------------------- |
| Agathe-Lasch-Weg (Lage)        | A553               | 0380                   | Agathe Lasch (1879–1942), Germanistin                                                                                             | 1971                | | Agathe-Lasch-Weg              |
| Albertiweg (Lage)              | A066               | 0490                   | Eduard Alberti (1827–1898), Literaturhistoriker und Philosoph                                                                     | 1952                | | Albertiweg                    |
| Alexander-Zinn-Straße (Lage)   | A071               | 0075 (im Stadtteil)    | Alexander Zinn (1880–1941), Schriftsteller und Politiker                                                                          | 1950                | nördlich der S-Bahn-Gleise in Groß Flottbek | Alexander-Zinn-Straße         |
| Ansorgestraße (Lage)           | A442               | 0480                   | Carl Ansorge (1849–1915), Gärtner und Baumschulenbesitzer                                                                         | 1951                | | Ansorgestraße                 |
| Baron-Voght-Straße (Lage)      | B078               | 1190 (im Stadtteil)    | Caspar Voght (1752–1839), Kaufmann und Sozialreformer                                                                             | 1928                | nördlich der S-Bahn-Gleise in Groß Flottbek (östliche Straßenhälfte) und Osdorf (westliche Straßenhälfte), südlich westliche Straßenhälfte in Nienstedten, östliche Seite in Othmarschen | Baron-Voght-Straße            |
| Baurstraße (Lage)              | B115               | 0270 (im Stadtteil)    | nach der Altonaer Familie Baur, aus der einige Altonaer Bürgermeister hervorgegangen sind, z. B. Johann Heinrich Baur (1730–1819) | 1950                | nördlich der S-Bahn-Gleise in Groß Flottbek (westliche Straßenhälfte) und Bahrenfeld (östliche Straßenhälfte) | Baurstraße (Othmarschen)      |
| Behringstraße (Lage)           | B148               | 0840 (im Stadtteil)    | Emil von Behring (1854–1917), Mediziner                                                                                           | 1950                | östlich der Griegstraße in Ottensen | Behringstraße (Othmarschen)   |
| Bernadottestraße (Lage)        | B278               | 1925 (im Stadtteil)    | Folke Bernadotte (1895–1948), schwedischer Offizier                                                                               | 1948                | ab Hohenzollernring komplett in Ottensen, zwischen Hohenzollernring und Griegstraße nur die nördliche Straßenhälfte bis Griegstraße, südliche Hälfte in Othmarschen wie auch der weitere westliche Verlauf ab Griegstraße. Früherer Name: Moltkestraße. | Bernadottestraße              |
| Blumenpfad (Lage)              | B413               | 0075                   | frei gewählter Name | 1950                | | Blumenpfad                    |
| Blumenstieg (Lage)             | B415               | 0085                   | frei gewählter Name | 1929                | | Blumenstieg                   |
| Borchlingweg (Lage)            | B477               | 0655                   | Conrad Borchling (1872–1946), Germanist                                                                                           | 1950                | | Borchlingweg                  |
| Bosselkamp (Lage)              | B513               | 0135                   | nach einem Flurnamen | 1908                | | Bosselkamp                    |
| Buchenhof (Lage)               | B659               | 0260                   | frei gewählter Name nach der Bepflanzung                                                                                          | 1936                | | Buchenhof                     |
| Büngerweg (Lage)               | B683               | 0200                   | Johann Wilhelm Rudolf Bünger (1812–1893), Pädagoge                                                                                | 1950                | | Büngerweg                     |
| Corinthstraße (Lage)           | C053               | 0370                   | Lovis Corinth (1858–1925), Maler, Zeichner und Grafiker                                                                           | 1950                | | Corinthstraße                 |
| Droysenstraße (Lage)           | D207               | 1015                   | Johann Gustav Droysen (1808–1884), Historiker                                                                                     | 1950                | | Droysenstraße                 |
| Eichenallee (Lage)             | E055               | 0315                   | nach der Bepflanzung | 1898                | | Eichenallee                   |
| Elbblöcken (Lage)              | E121               | 0310                   | nach der Lage an der Elbe | 1953                | Als „Blöcke“ werden Schlussäcker bezeichnet, die nicht mit anderen Ackerstücken gemeinsam bearbeitet werden können. | Elbblöcken                    |
| Elbchaussee (Lage)             | E122               | 2360 (im Stadtteil)    | nach der Lage (zeitweise) parallel zur Elbe                                                                                       | 1830                | Die Elbchaussee beginnt am Klopstockplatz und liegt zunächst bis Hohenzollernring komplett in Ottensen, westlich davon bis Lüdemanns Weg nur die südliche Straßenhälfte; die nördliche Straßenhälfte befindet sich in Othmarschen, ebenso komplett der weitere Verlauf bis Teufelsbrück; ab dort bis zur Kreuzung Mühlenberg/Manteuffelstraße/Schenefelder Landstraße liegt sie auf Nienstedtener Gebiet, weiter bis zum Ende führt sie durch Blankenese. | Elbchaussee                   |
| Elbgarten (Lage)               | E348               | 0240                   | nach einer ehemals dort gelegenen Gärtnerei                                                                                       | 2009                | | Elbgarten                     |
| Emkendorfstraße (Lage)         | E179               | 0610                   | nach dem Gut Emkendorf in Schleswig-Holstein                                                                                      | 1950                | | Emkendorfstraße               |
| Ernst-August-Straße (Lage)     | E219               | 0355                   | Ernst August Wriedt (1842–1923), Fabrikant und Vorbesitzer des Geländes                                                           | 1898                | | Ernst-August-Straße           |
| Falckweg (Lage)                | F014               | 0305                   | Niels Nikolaus Falck (1784–1850), Rechtswissenschaftler und Historiker                                                            | 1950                | | Falckweg                      |
| Flottbektal (Lage)             | F290               | 0085                   | nach der Lage an der Flottbek | 1969                | | Flottbektal                   |
| Friedensallee (Lage)           | F224               | 0055 (im Stadtteil)    | zur Erinnerung an den Friedensvertrag von 1871                                                                                    | 1887                | nördlich des S-Bahnhofs Bahrenfeld in Bahrenfeld, zwischen Bahnhof und Friesenweg westliche Straßenhälfte in Othmarschen, östliche Straßenhälfte und weiterer südlicher Verlauf in Ottensen; lt. Straßenverzeichnis nur in Bahrenfeld und Ottensen | Friedensallee (Othmarschen)   |
| Friesenweg (Lage)              | F245               | 0410                   | nach der früher hier gelegenen Friesenbrauerei                                                                                    | 1913                | östliche Straßenhälfte in Ottensen | Friesenweg                    |
| Golfstraße (Lage)              | G168               | 0240                   | nach der Lage an einem Golfplatz                                                                                                  | 1931                | | Golfstraße                    |
| Gottorpstraße (Lage)           | G182               | 0560                   | nach dem gleichnamigen Ort und dem Gottorper Vertrag                                                                              | 1897                | | Gottorpstraße                 |
| Griegstraße (Lage)             | G232               | 0810 (im Stadtteil)    | Edvard Grieg (1843–1907), norwegischer Komponist                                                                                  | 1951                | nur westliche Straßenhälfte ab Friesenweg in südlicher Richtung in Othmarschen, sonst in Ottensen | Griegstraße (Othmarschen)     |
| Grottenstraße (Lage)           | G305               | 0415                   | nach einer Grotte, die sich in einem dortigen Garten befunden haben soll                                                          | vor 1900            | | Grottenstraße                 |
| Halbmondsweg (Lage)            | H057               | 0640                   | nach einem hier befindlichen, halbmondförmigen Stallgebäude, das unter Denkmalschutz steht                                        | 1899                | | Halbmondsweg                  |
| Hammerichstraße (Lage)         | H091               | 0490                   | Johann Friedrich Hammerich (1763–1827), Altonaer Verlagsbuchhändler                                                               | 1951                | | Hammerichstraße               |
| Handelmannweg (Lage)           | H095               | 0290                   | Heinrich Handelmann (1827–1891), Geschichtsforscher                                                                               | 1950                | | Handelmannweg                 |
| Hans-Leip-Ufer (Lage)          | H808               | 2160                   | Hans Leip (1893–1983), Schriftsteller                                                                                             | 1994                | Fußweg | Hans-Leip-Ufer                |
| Himmelsleiter (Lage)           | H435               | 0100                   | nach einer bereits 1874 erwähnten volkstümlichen Bezeichnung                                                                      | 1928                | Die Himmelsleiter ist eine steile Treppe, die das Elbufer mit der Elbchaussee verbindet. | Himmelsleiter                 |
| Hirtenweg (Lage)               | H474               | 0115                   | | Fußweg              | Der Hirtenweg ist weder bei Beckershaus noch bei Hanke aufgeführt. | Hirtenweg                     |
| Hochrad (Lage)                 | H484               | 1130                   | nach einem Flurnamen | 1928                | | Hochrad                       |
| Hohenzollernring (Lage)        | H557               | 1150                   | nach dem gleichnamigen Adelsgeschlecht                                                                                            | 1893                | Von 1922 bis 1933 war der Hohenzollernring in Bebelallee, Legienstraße und Von-Elm-Straße aufgeteilt, danach erhielt er seinen ursprünglichen Namen zurück; westliche Straßenhälfte zwischen Bernadottestraße und Elbchaussee in Othmarschen, sonst in Ottensen | Hohenzollerning (Othmarschen) |
| Holmbrook (Lage)               | H580               | 0300                   | nach einer Flurbezeichnung | 1950                | | Holmbrook                     |
| Holztwiete (Lage)              | H612               | 0790                   | | vor 1903            | Bei Beckershaus wird lediglich der Wortteil „-twiete“ erläutert, Hanke erwähnt die Straße gar nicht. | Holztwiete                    |
| Ilse-Fromm-Michaels-Weg (Lage) | I140               | 0140                   | Ilse Fromm-Michaels (1888–1986), Komponistin und Pianistin                                                                        | 2008                | | Ilse-Fromm-Michaels-Weg       |
| Jeppweg (Lage)                 | J043               | 0370                   | Johs. Eduard Jepp, Gemeindevorsteher in Othmarschen                                                                               | 1927                | Fußweg | Jeppweg                       |
| Jes-Juhl-Weg (Lage)            | J045               | 0240                   | Jes Juhl (1875–1953), Senator in Altona                                                                                           | 1960                | | Jes-Juhl-Weg                  |
| Johann-Mohr-Weg (Lage)         | J143               | 0370                   | Johann Hinrich Mohr (1846–1921), Gründer der Bahrenfelder Margarine-Werke                                                         | 2000                | | Johann-Mohr-Weg               |
| Jungmannstraße (Lage)          | J103               | 0485                   | Eduard Julius Jungmann (1815–1862), preußischer Offizier                                                                          | 1894                | | Jungmannstraße                |
| Jürgensallee (Lage)            | J078               | 0335 (im Stadtteil)    | Friedrich Jürgens (1825–1903), Gärtner                                                                                            | vor 1903            | westlich der Baron-Voght-Straße in Nienstedten | Jürgensallee                  |
| Jürgen-Töpfer-Straße (Lage)    | J153               | 0390                   | Jürgen Töpfer (1946–2003), CDU-Politiker                                                                                          | 2011                | | Jürgen-Töpfer-Straße          |
| Katzenstieg (Lage)             | K112               | 0180                   | nach einer volkstümlichen Bezeichnung                                                                                             | 1930                | Fußweg | Katzenstieg                   |
| Klein Flottbeker Weg (Lage)    | K223               | 0655                   | Othmarscher und Nienstedtener Ortsteil Klein Flottbek                                                                             | 1923                | | Klein Flottbeker Weg          |
| Kreetkamp (Lage)               | K412               | 0310                   | nach einem Flurnamen für ein umstrittenes Stück Land                                                                              | 1951                | niederdeutsch Kreet = Zank, Streit | Kreetkamp                     |
| Kuchelweg (Lage)               | K473               | 0275                   | Theodor Kuchel (1819–1885) und sein Sohn Max Kuchel (1859–1933), beide Landschaftsmaler                                           | 1951                | | Kuchelweg                     |
| Langmaackweg (Lage)            | L065               | 0130                   | Hans Langmaack (1870–1949), Schauspieler                                                                                          | 1951                | | Langmaackweg                  |
| Lavaterweg (Lage)              | L094               | 0170                   | Johann Caspar Lavater (1741–1801), Schweizer Pfarrer und Schriftsteller                                                           | 1952                | | Lavaterweg                    |
| Leipoldstieg (Lage)            | L117               | 0065                   | Karl Leipold (1864–1943), Maler                                                                                                   | 1953                | | Leipoldstieg                  |
| Liebermannstraße (Lage)        | L164               | 0690                   | Max Liebermann (1847–1935), Maler und Grafiker                                                                                    | 1947                | | Liebermannstraße              |
| Lobsienweg (Lage)              | L203               | 0250                   | Wilhelm Lobsien (1872–1947), Schriftsteller                                                                                       | 1951                | | Lobsienweg                    |
| Lüdemanns Weg (Lage)           | L276               | 0125                   | J. Lüdemann, Gastwirt | 1856                | östliche Straßenhälfte in Ottensen | Lüdemanns Weg                 |
| Marxsenweg (Lage)              | M080               | 0230                   | Eduard Marxsen (1806–1887), Komponist                                                                                             | 1950                | | Marxsenweg                    |
| Meistertwiete (Lage)           | M129               | 0110                   | nach einer volkstümlichen Bezeichnung                                                                                             | 1930                | | Meistertwiete                 |
| Noerstraße (Lage)              | N143               | 0165                   | Friedrich Emil August von Schleswig-Holstein-Sonderburg-Augustenburg (1800–1865), später Prinz von Noer genannt                   | 1903                | | Noerstraße                    |
| Ohnsorgweg (Lage)              | O073               | 0490 (im Stadtteil)    | Richard Ohnsorg (1876–1947), Theaterleiter und Schauspieler                                                                       | 1950                | Ohnsorg gründete 1920 die Niederdeutsche Bühne Hamburg e. V., das heutige Ohnsorg-Theater; nördlich der S-Bahn-Gleise in Groß Flottbek | Ohnsorgweg                    |
| Olshausenstraße (Lage)         | O095               | 0240                   | Theodor Olshausen (1802–1869), Politiker und Journalist                                                                           | 1929                | | Olshausenstraße               |
| Othmarscher Kirchenweg (Lage)  | O159               | 0780 (im Stadtteil)    | nach der Funktion zur Ottenser Christianskirche führend                                                                           | 1900                | östlich der Griegstraße in Ottensen | Othmarscher Kirchenweg        |
| Othmarscher Mühlenweg (Lage)   | O160               | 0385                   | nach der Funktion zur ehemaligen Rolandsmühle führend                                                                             | 1950                | | Othmarscher Mühlenweg         |
| Otto-Ernst-Straße (Lage)       | O167               | 0785                   | Otto Ernst (1862–1926), Schriftsteller                                                                                            | 1928                | | Otto-Ernst-Straße             |
| Övelgönne (Lage)               | O045               | 1205 (im Stadtteil)    | nach einer Flurbezeichnung | 1636                | zu möglichen Deutungen über die Herkunft siehe den Wikipedia-Artikel über Övelgönne; kurzer östlicher Teil in Ottensen | Övelgönne                     |
| Övelgönner Hohlweg (Lage)      | O046               | 0280                   | nach einem vormals schluchtartigen Weg zur Elbe                                                                                   | 1950                | | Övelgönner Hohlweg            |
| Övelgönner Mühlenweg (Lage)    | O047               | 0230                   | nach einer Windmühle, die dort von 1707 bis 1887 stand                                                                            | um 1910             | | Övelgönner Mühlenweg          |
| Parkstraße (Lage)              | P036               | 1395                   | nach der Lage am Jenischpark | um 1892             | | Parkstraße                    |
| Paul-Ehrlich-Straße (Lage)     | P228               | 0475                   | Paul Ehrlich (1854–1915), Mediziner                                                                                               | 1971                | | Paul-Ehrlich-Straße           |
| Philosophenweg (Lage)          | P111               | 0550                   | nach einer volkstümlichen Bezeichnung                                                                                             | 1810                | | Philosophenweg                |
| Poppes Weg (Lage)              | P173               | 0150                   | Cornelius Wilhelm Poppe (1775–1838), Vorbesitzer eines nördlich dieser Straße gelegenen Geländes                                  | 1961                | | Poppes Weg                    |
| Preußerstraße (Lage)           | P198               | 0210                   | Ludwig Theodor Preußer (1822–1849), Unteroffizier                                                                                 | 1897                | | Preußerstraße                 |
| Reventlowstraße (Lage)         | R171               | 0830 (im Stadtteil)    | Friedrich von Reventlou (1797–1874), Staatsmann                                                                                   | 1897                | nördlich des S-Bahnhofs Othmarschen in Groß Flottbek | Reventlowstraße               |
| Ringelnatztreppe (Lage)        | R397               | 0070                   | Joachim Ringelnatz (1883–1934), Schriftsteller und Kabarettist                                                                    | 1969                | | Ringelnatztreppe              |
| Roosens Park (Lage)            | R276               | 0155                   | nach der Mennonitenfamilie Roosen, die von 1832 bis 1920 Besitzer des Parks war                                                   | 1935                | | Roosens Park                  |
| Roosens Weg (Lage)             | R277               | 0345                   | nach der Mennonitenfamilie Roosen, Vorbesitzer des Geländes                                                                       | 1914                | | Roosens Weg                   |
| Röpers Weide (Lage)            | R421               | 0525                   | nach einer ortsüblichen Bezeichnung                                                                                               | 1970                | | Röpers Weide                  |
| Rulantweg (Lage)               | R366               | 0255                   | Rütger Rulant, Rechtsgelehrter, ließ 1600 die Rulantsmühle (Rolandsmühle) erbauen                                                 | 1950                | | Rulantweg                     |
| Schefflerweg (Lage)            | S130               | 0160                   | Karl Scheffler (1869–1951), Kunstkritiker                                                                                         | 1957                | | Schefflerweg                  |
| Schlagbaumtwiete (Lage)        | S181               | 0250                   | nach einem früher hier befindlichen Schlagbaum zur Sperrung der damaligen Flottbeker Chaussee                                     | 1905                | | Schlagbaumtwiete              |
| Schmidtkamp (Lage)             | S234               | 0175                   | Hermann Christian Schmidt (1849–1924), Gemeinde-, später Bezirksvorsteher in Othmarschen und Vorbesitzer des Geländes             | 1953                | | Schmidtkamp                   |
| Schulberg (Lage)               | S309               | 0140                   | nach der Lage an einer früheren Schule                                                                                            | vor 1934            | | Schulberg                     |
| Schwartenkamp (Lage)           | S342               | 0095                   | nach einem Flurnamen | um 1899             | | Schwartenkamp                 |
| Schwengelkamp (Lage)           | S358               | 0220                   | nach einem Flurnamen | 1949                | Als „Schwengel“ bezeichnet man ein Querholz zum Anschirren von Zugtieren. | Schwengelkamp                 |
| Slevogtstieg (Lage)            | S462               | 0070                   | Max Slevogt (1868–1932), Maler und Grafiker                                                                                       | 1953                | | Slevogtstieg                  |
| Statthalterplatz (Lage)        | S595               | 0060 × 40              | nach der am 15. Mai 1948 in Schleswig-Holstein eingeführten Statthalterschaft                                                     | 1897                | | Statthalterplatz              |
| Stegelweg (Lage)               | S616               | 0280                   | nach einer ortsüblichen Bezeichnung                                                                                               | 1950                | „Stegel“ bezeichnet einen Weideübertritt. | Stegelweg                     |
| Stiegkamp (Lage)               | S689               | 0325                   | nach einem Flurnamen | 1949                | | Stiegkamp                     |
| Stindeweg (Lage)               | S696               | 0120                   | Julius Stinde (1841–1905) Journalist und Schriftsteller                                                                           | 1951                | | Stindeweg                     |
| Strehlowweg (Lage)             | S737               | 0355                   | August Heinrich Strehlow (1844–1925), Rektor in Ottensen                                                                          | 1964                | | Strehlowweg                   |
| Taxusweg (Lage)                | T035               | 0160                   | nach dem gleichnamigen Eibengewächs                                                                                               | 1936                | | Taxusweg                      |
| Trenknerweg (Lage)             | T156               | 0820                   | August Trenkner (1853–1912), Direktor der Gewerblichen Fortbildungsschule in Altona                                               | 1957                | | Trenknerweg                   |
| Walderseestraße (Lage)         | W023               | 1050                   | Alfred von Waldersee (1832–1904), preußischer Generalfeldmarschall                                                                | 1903                | | Walderseestraße               |
| Westend (Lage)                 | W191               | 0120                   | nach dem früheren westlichen Ende der Gemeinde Flottbek                                                                           | vor 1905            | | Westend (HH-Othmarschen)      |
| Wilhelmistraße (Lage)          | W277               | 0340                   | Wilhelm Wilhelmi (1850–1928), Schauspieler                                                                                        | 1929                | | Wilhelmistraße                |
| Wrangelpark (Lage)             | W397               | 0175                   | Friedrich von Wrangel (1784–1877), preußischer Generalfeldmarschall                                                               | 1936                | Die Benennung erfolgte in Anlehnung an die frühere Wrangelstraße, die 1947 in Liebermannstraße umbenannt wurde. Die Wrangelstraße befindet sich in Hoheluft-West. | Wrangelpark                   |
| Zedernweg (Lage)               | Z004               | 0085                   | nach dem gleichnamigen Kieferngewächs                                                                                             | 1956                | | Zedernweg                     |
| Zickzackweg (Lage)             | Z018               | 0465                   | nach dem Verlauf der Straße | um 1908             | | Zickzackweg                   |
| Zypressenweg (Lage)            | Z070               | 0315                   | nach der gleichnamigen Pflanzengattung                                                                                            | 1936                | | Zypressenweg                  |